# ماريو برناردو
ماريو برناردو (بالإيطالية: Mario Bernardo)‏ هو مصور سينمائي إيطالي، ولد في 22 فبراير 1919 في البندقية في إيطاليا، وتوفي في 10 فبراير 2019 في Bieno ‏ في إيطاليا.

## وصلات خارجية
- ماريو برناردو على موقع IMDb (الإنجليزية)
- ماريو برناردو على موقع ألو سيني (الفرنسية)
- ماريو برناردو على موقع قاعدة بيانات الأفلام السويدية (السويدية)
- ماريو برناردو على موقع قاعدة بيانات الفيلم (الإنجليزية)
- ماريو برناردو على موقع كينوبويسك (الروسية)